# Laramidie

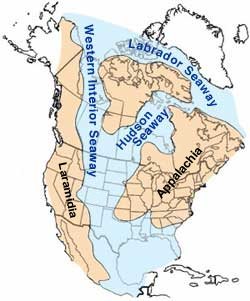
Velké vnitrozemské moře v době svého největšího rozsahu (Laramidie je pevnina nalevo).

Laramidie byl velký ostrovní kontinent, který existoval v období pozdní křídy (asi před 100 až 66 miliony let) na území západu Severní Ameriky. Vznikl rozšířením Velkého vnitrozemského moře, které v této době „přeťalo“ severoamerický kontinent přibližně napůl, a to v severojižním směru. Díky tomu se severoamerická dinosauří megafauna vyvíjela odlišně na západě (v Laramidii) a na východě (v Appalačii). Na délku měla Laramidie několik tisíc kilometrů (od území současné Aljašky na severu až po Mexiko (stát Coahuila) na jihu) a byla ovlivňována častými transgresemi a regresemi Velkého vnitrozemského moře. V dřívější geologické době byla tato oblast součástí Laurasie (velké pevninské masy kontinentů severní polokoule) a ještě dříve pak součástí severozápadní části superkontinentu Pangea.

## Charakteristika
Laramidie byla pojmenována paleontologem J. Davidem Archibaldem v roce 1996 podle Laramijské orogeneze (horotvorný proces ze severoamerické pozdní křídy až paleogénu). Tato pevninská masa vznikla rozšířením moře v průběhu geologických věků cenoman až turon (asi před 100 až 90 miliony let) a zanikl počátkem paleocénu (asi před 70 až 60 miliony let) ústupem moře do oblasti dnešního Mexického zálivu.

## Fauna

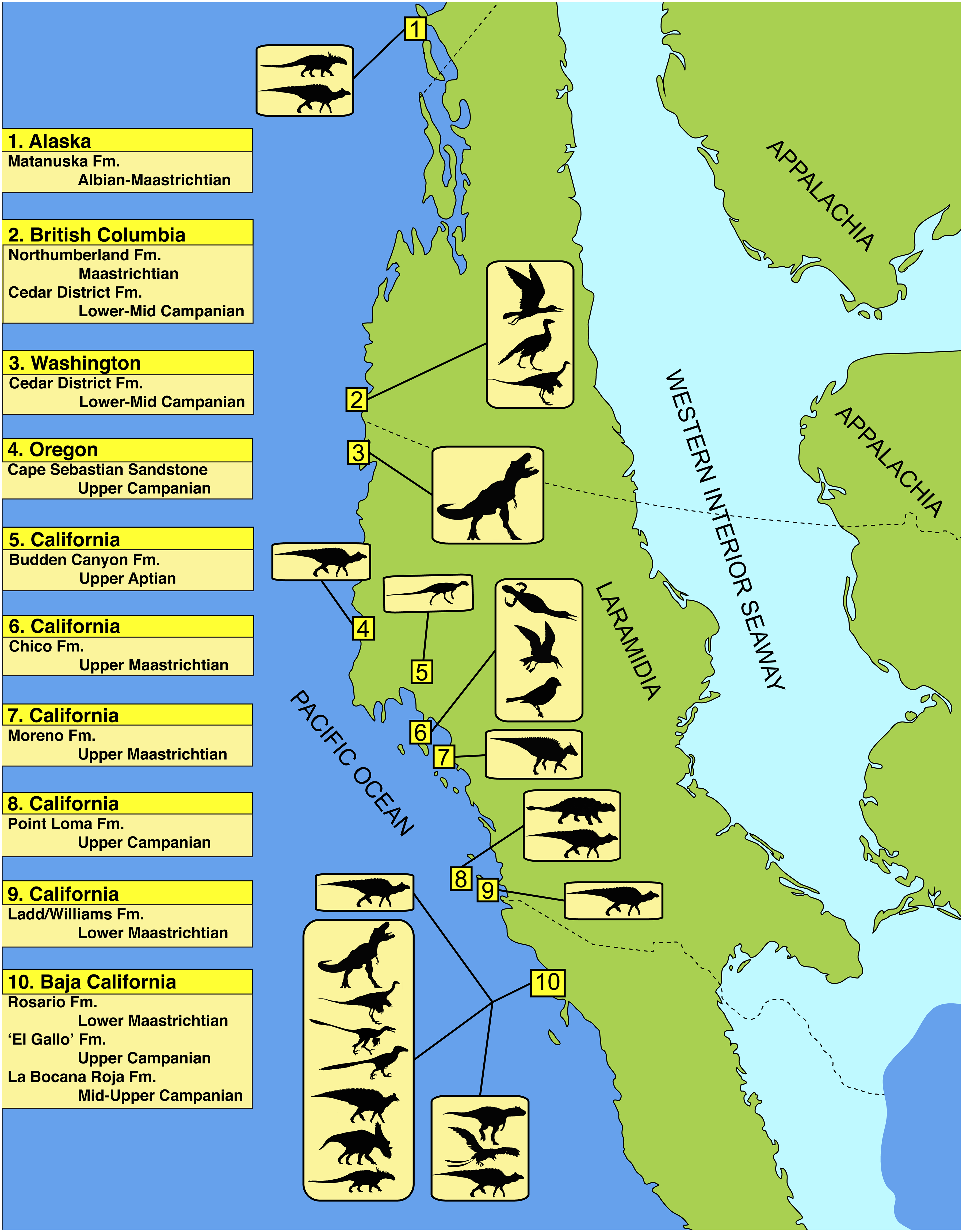
Dinosauři popsaní z území Laramidie.

Laramidie se stala prostředím hostícím množství bohatých ekosystémů, jimž dominovali dinosauři. Mezi nejvíce rozšířené skupiny patřili rohatí dinosauři (ceratopsidi), draví teropodi a kachnozobí dinosauři (hadrosauridi). Velmi populární rody, jako byl Triceratops horridus, Tyrannosaurus rex nebo Ankylosaurus magniventris jsou známé pouze z Laramidie. V jižní části Laramidie se také vyskytoval poslední známý obří sauropod, a to druh Alamosaurus sanjuanensis.
Již zmíněný rod Tyrannosaurus byl patrně extrémně početný a mohl se ve skutečnosti lavinovitě šířit po celém území Laramidie v posledních dvou milionech let křídové periody (fosilie tohoto druhu jsou objevovány stále častěji od Kanady na severu až po Mexiko na jihu).
V průběhu geologického věku kampán (před 84 až 72 miliony let) se na území Laramidie objevily druhově nejrozmanitější fauny neptačích dinosaurů. V několika různých souvrstvích zde bylo napočítáno přes sto druhů dinosaurů, žijících ve velmi komplexních a bohatých ekosystémech.